# El Raval
|  | Per a altres significats, vegeu «Raval». |

Situació del Raval a Barcelona

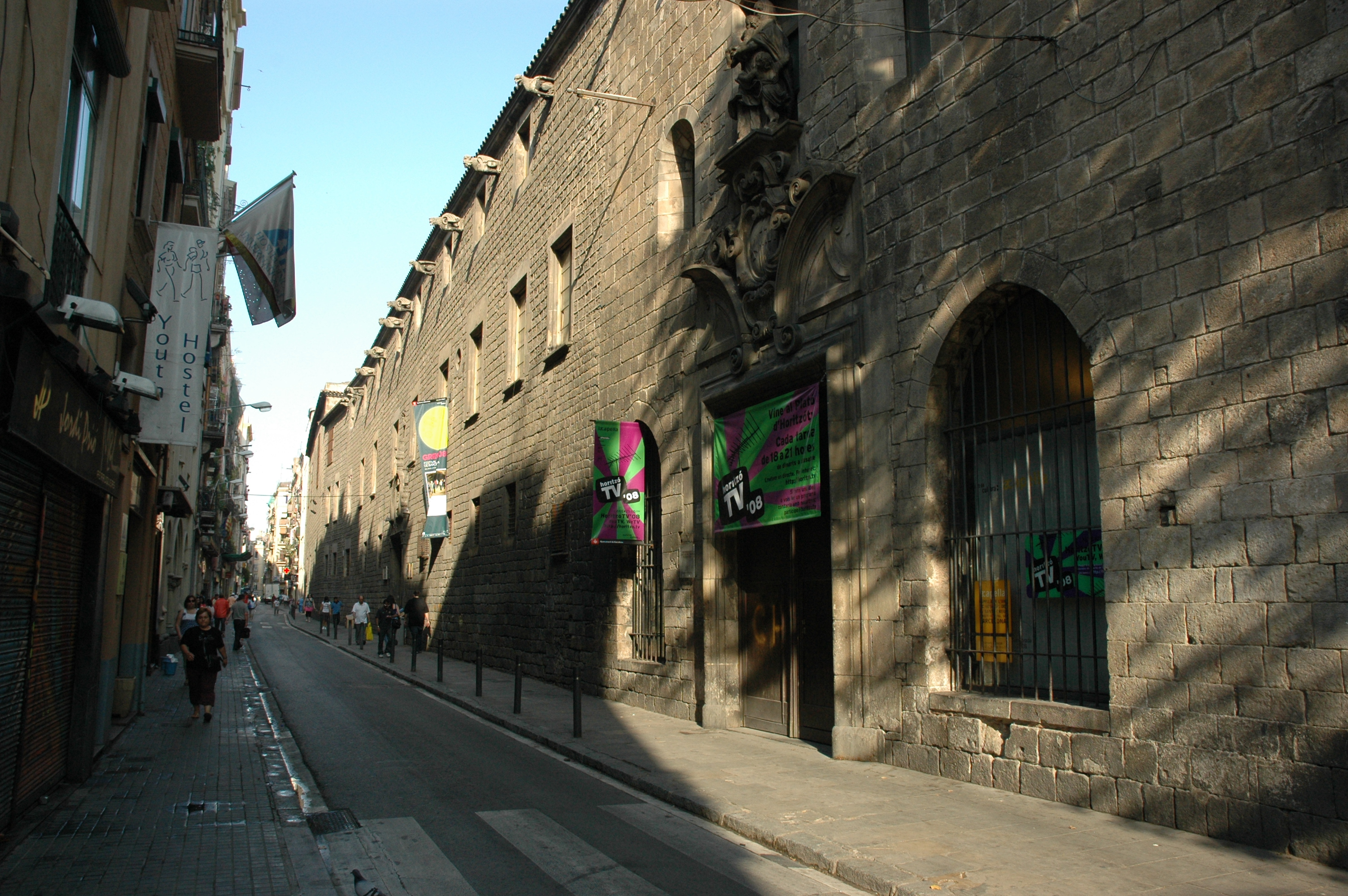
El carrer de l'Hospital. A la dreta l'edifici de l'antic Hospital de la Santa Creu de Barcelona

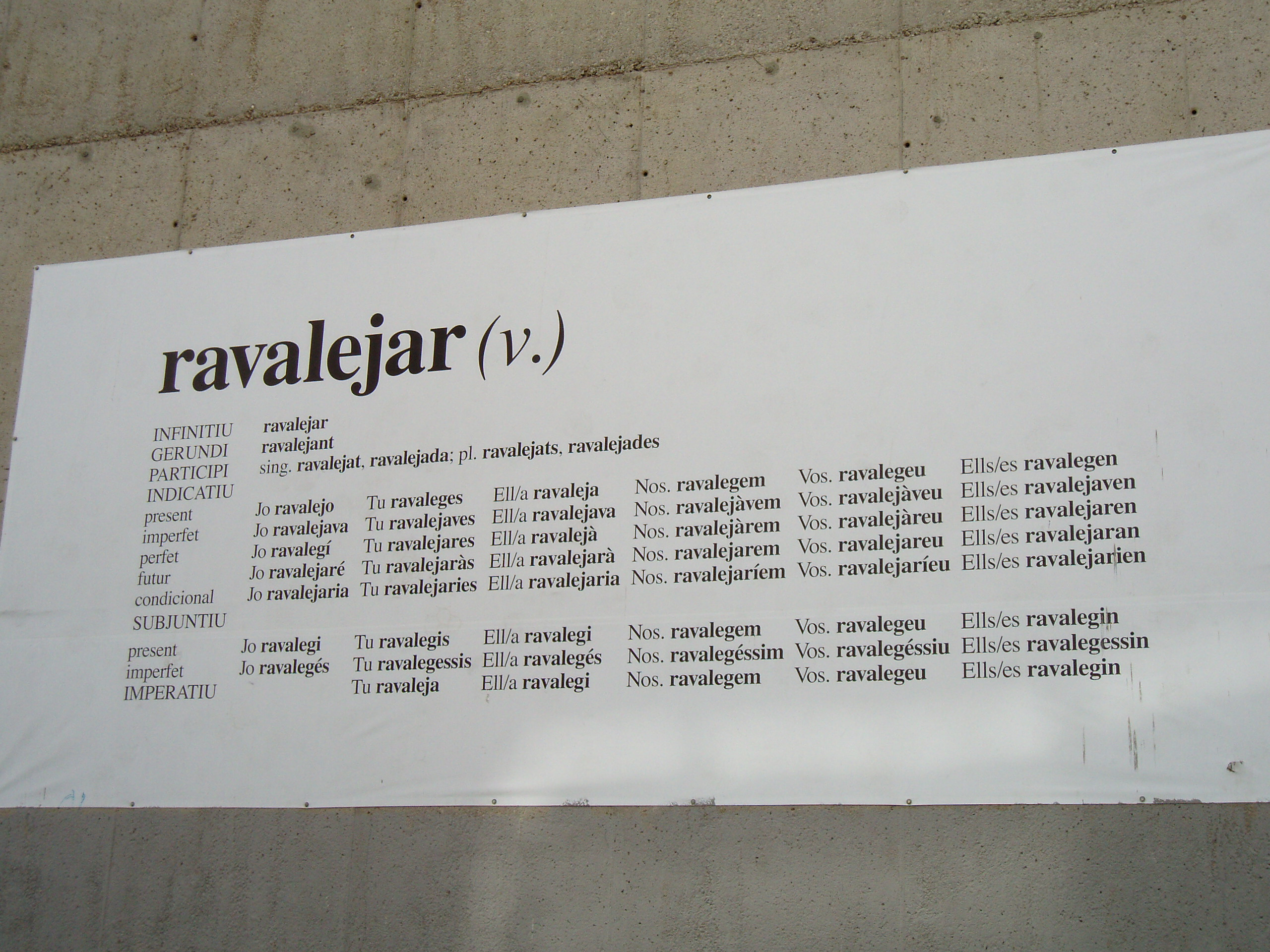
La recuperació del nom «Raval» als anys 1980, coincideix amb la voluntat política de recuperació del barri, bandejant el nom de «Barri Xinès».

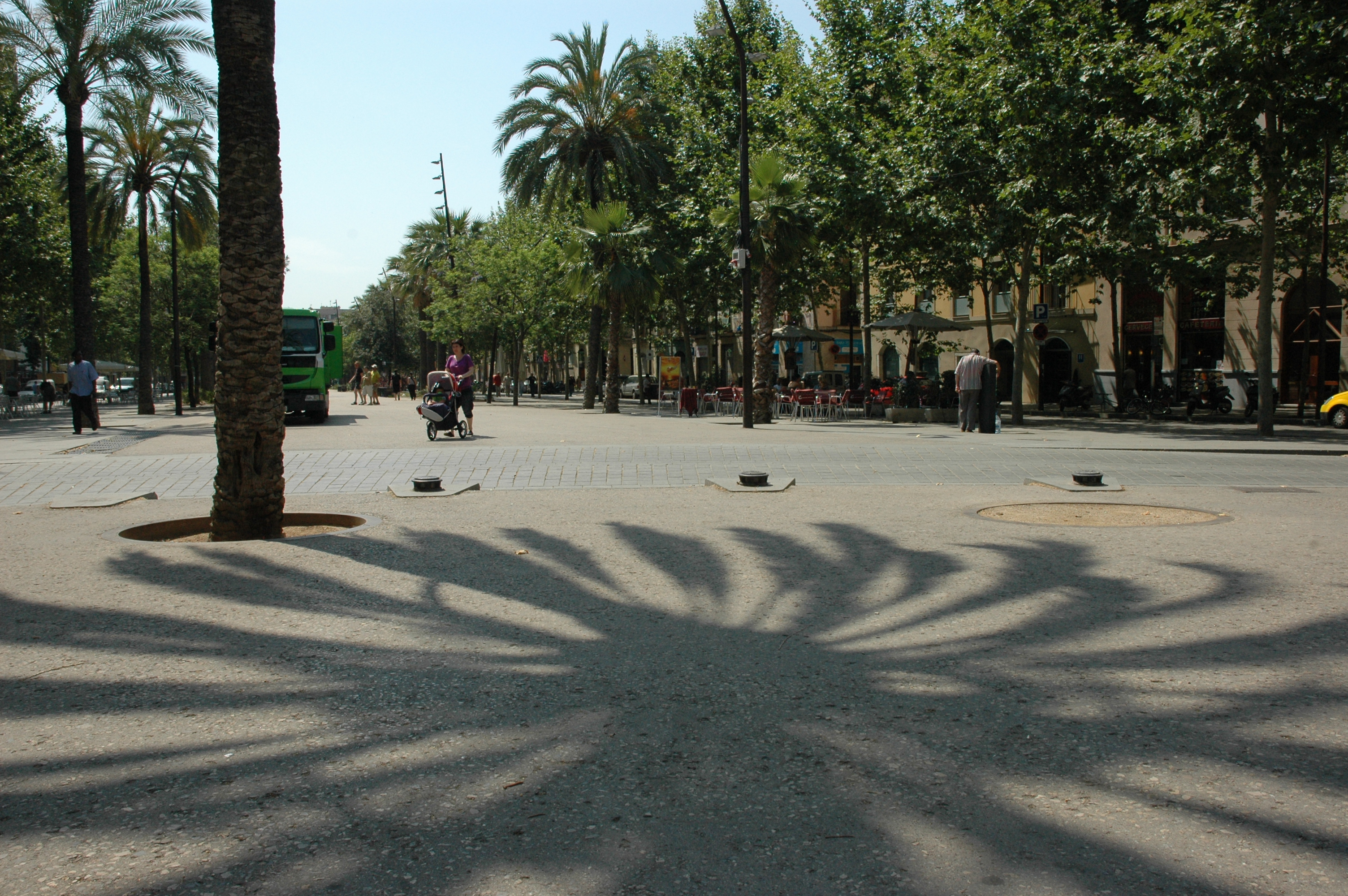
La rambla del Raval

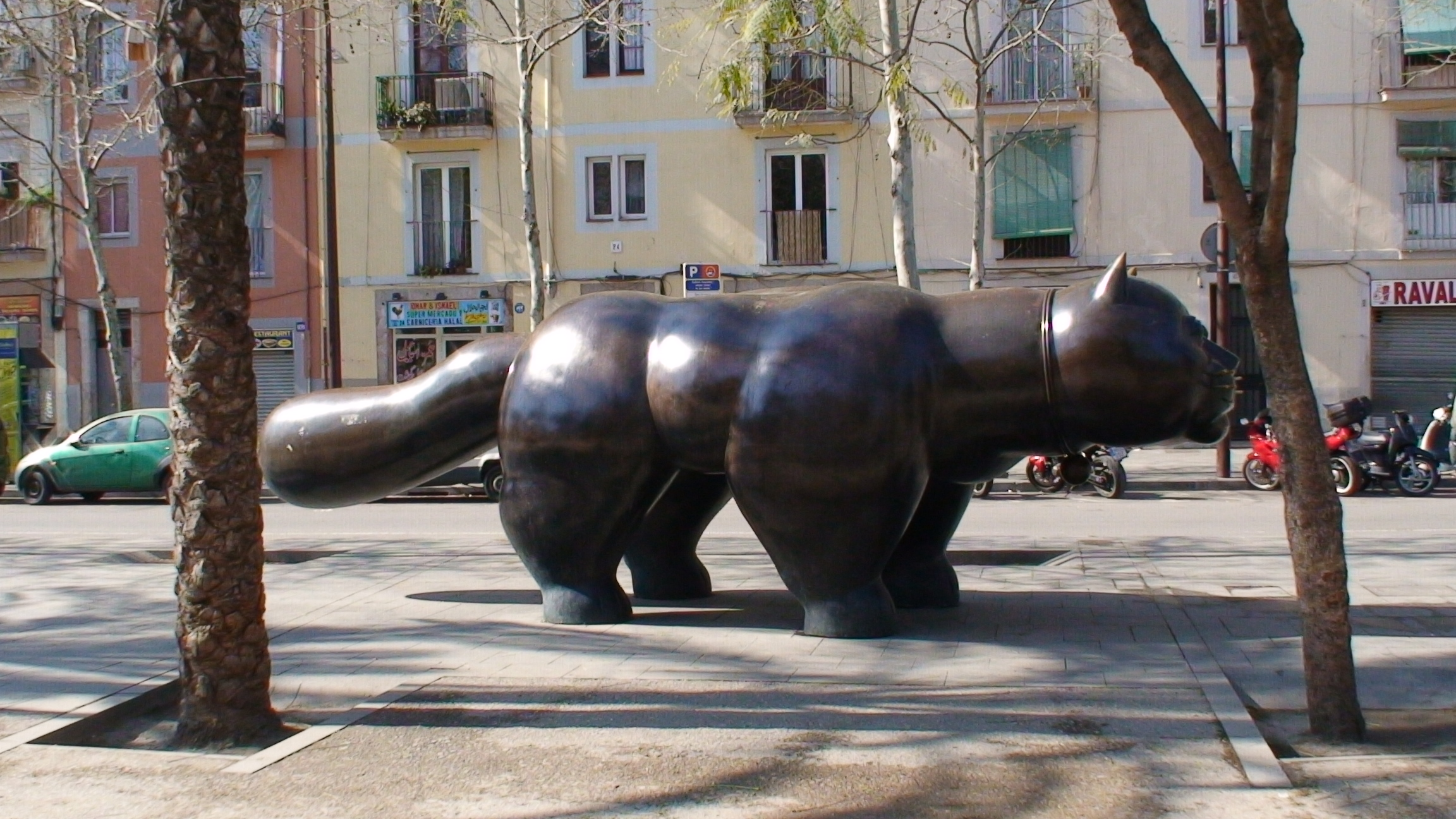
El gat del Raval, obra del colombià Fernando Botero, actualment a la Rambla del Raval, és una de les obres públiques d'aquest artista que hi ha a Catalunya

El Raval (antic Districte 5è) és un dels quatre barris de què es compon el districte barceloní de Ciutat Vella, dels quals és el més densament poblat. L'any 2010 hi eren censats 50.000 habitants dins la seva superfície de 110 hectàrees, segons el padró municipal. Els seus límits administratius voregen les vies del carrer de Pelai, la Rambla, la plaça del Portal de la Pau, el Port de Barcelona, l'avinguda del Paral·lel, la ronda de Sant Pau, la ronda de Sant Antoni i la plaça de la Universitat.

## Història
L'origen del Raval cal situar-lo a mitjan segle xiv, quan la Pesta Negra va disminuir la població de Barcelona un terç, des dels 30.000 habitants als 20.000.
El rei Pere III ordenà la construcció d'un nou cinturó de muralles a l'altre costat del torrent que era la Rambla, per tal de protegir i tancar una zona que començava a urbanitzar-se (vegeu muralla medieval i moderna de Barcelona). De fet, els objectius bàsics eren dos: crear un nou barri amb una àmplia zona d'hortes que en cas d'epidèmies o setge permetrien suficient abastiment d'aliments per als ciutadans; i situar serveis sanitaris fràgils com hospitals, orfenats i leproseries en una zona segura allunyada de la densitat de població del Barri Gòtic i la Ribera i alhora envoltada de natura i aire net. El perímetre de la muralla arrencava des de les Drassanes, i seguia els actuals carrers del Paral·lel, Ronda de Sant Pau, Ronda Sant Antoni i Ronda Universitat, amb portes als seus vèrtexs.
Amb aquest nou clos quedaven inclosos nombrosos edificis de caràcter religiós i hospitalari que s'havien anat construint anteriorment a la vora dels eixos bàsics de circulació (carrer del Carme, de l'Hospital, dels Tallers i de Sant Pau).
A partir del segle xvi, en establir-se la Contrareforma, la banda del barri que s'estenia al llarg de la Rambla es converteix en la zona predilecta pels ordes religiosos. Així doncs, s'hi construiran nombrosos convents, el més antic és Sant Pau del Camp que se sap que existia el 912, però no se sap quan va ser fundat. Altres institucions religioses són l'Hospital de Sant Llàtzer, Sant Antoni Abat, Convent del Carme, Priorat de Natzaret, Sant Joan de Jerusalem, Cartoixa de Montalegre (posteriorment Casa de la Caritat), l'Hospital de la Santa Creu, Convent de les Jerònimes, Col·legi de Betlem, Elisabets, Convent dels Àngels, Convent de Sant Josep, els Servites de Bonsuccés, Agustins descalços, Casa de Convalescència, Penedides, Casa de Sant Sever i Sant Agustí Nou.
Aquestes institucions religioses perduraran fins a mitjans del segle xix, quan desapareixeran amb la desamortització alliberant espais que, en part, seran aprofitats per encabir-hi equipaments com el mercat de la Boqueria (que va conviure durant anys al barri amb el Mercat del Carme) i el Gran Teatre del Liceu.
La crisi econòmica, i en conseqüència poblacional, en què va caure la ciutat a partir del segle xv va fer que el barri continués mantenint el seu caràcter agrícola durant més de tres-cents anys.
De fet, durant el setge de catorze mesos entre 1713 i 1714 al qual va ser sotmesa Barcelona al final de la Guerra de Successió, el Raval va complir amb escreix una de les seves funcions en ser l'immens hort dels 35.000 habitants resistents.
Fins al final del segle xviii no es comença a edificar arreu del barri. En ser l'espai amb menor densitat de població de la ciutat, i aquesta tenir la impossibilitat d'urbanitzar i edificar fora muralles per la prohibició feta pel govern espanyol com a mesura de control davant eventuals noves revoltes i alçaments com els de la Guerra dels Segadors i la Guerra de Successió, l'arribada de la industrialització va comportar la construcció de nombroses fàbriques i el consegüent augment de població obrera. Un altre aspecte important va ser la creixent importància que anava adquirint la Rambla una vegada es va dessecar i urbanitzar.
A partir de la dècada del 1830, amb la desamortització del patrimoni eclesiàstic, es van alliberar grans quantitats d'espai al barri. També amb la prohibició a partir de mitjans de segle de construir noves indústries dins del recinte de les muralles va provocar la marxa de moltes fàbriques cap a l'Eixample o l'antic municipi de Sant Martí de Provençals. Tot això va fer que el Raval anés experimentant un canvi d'usos i funcions dels seus espais, amb una concentració de la població més elevada.

## El «barri xinès»
Un «barri del bordell» era el barri de qualsevol ciutat on es trobaven amb facilitat, a la vista de tothom, les cases de prostitució. Dins la nostra tradició, però, d'aquesta zona de la ciutat se n'ha dit la pobla, el partit, la partida, el lloc públic i, sobretot, el bordell, la més abundant al llarg dels segles.
A Barcelona, el «barri xinès» (anomenat per castellanisme «barri xino») era un sector del Raval (tot i que també s'estenia a l'altra banda de la Rambla) on es concentraven un gran nombre d'activitats relacionades amb la prostitució, afavorides per la proximitat del port. Aquesta denominació no té res a veure amb la presència de persones d'origen oriental (que no s'hi van començar a implantar de manera significativa fins a la fi del segle xx, per bé que als anys 1930 hi havia una petita comunitat xinesa), sinó que va fer fortuna a partir dels anys 1920, impulsada per autors com Francisco Madrid, Juli Vallmitjana, Alfons Vidal i Planas, Josep Maria de Sagarra, Jean Genet, André Pieyre de Mandiargues o Joan Llarch. Així mateix, cal destacar els reportatges fotogràfics de Margaret Michaelis, Josep Badosa o Joan Colom. L'any 1927 es va estrenar al teatre Apol·lo una sarsuela anomenada La Reina del barrio Chino, amb llibret de Rafael Salanova i musica de Rafael Adam. Rossend Llurba també va escriure una cançó dedicada al barri. El 1937 es va estrenar la pel·lícula Barrios Bajos, que té el barri xinès com a escenari.
Entre els seus locals més emblemàtics sobresortien la taverna La Mina i Villa Rosa, al carrer de l'Arc del Teatre, aquest darrer famós pels seus espectacles de flamenc; els cabarets Excelsior, a la Rambla del Centre; La Criolla, al carrer del Cid. També el music hall Edén Concert, al carrer Nou de la Rambla, a part de bordells com Madame Petit o el Xalet del Moro al Passatge de la Pau. Després de la Guerra Civil van sobresortir la Bodega Bohemia i el Bar Pastís. Més endavant, durant la Transició, es poden esmentar El Llantiol o el Saló Diana.
A partir de les lleis contra la prostitució de l'any 1956 i per la mateixa evolució de la ciutat, aquesta activitat es va anar traslladant, en part, cap a la zona alta de la ciutat sota la cobertura de clubs, whiskeries, barres americanes, etc. D'aquesta manera, es va configurar un nou districte vermell que es va acabar anomenant «barri xinès perfumat» en un sector de l'Esquerra de l'Eixample al voltant del final del carrer d'Urgell i el començament de l'avinguda de Sarrià però amb extensió cap a altres punts com l'entorn del carrer de Ríos Rosas.
A partir dels anys 1980, amb l'aprovació del PERI (1985) i la creació de l'empresa mixta Promoció de Ciutat Vella SA (1989), l'Ajuntament de Barcelona va impulsar una sèrie d'actuacions transformacions urbanístiques orientades a l'eliminació física de l'antic «barri xinès», la principal de les quals fou l'obertura de la Rambla del Raval.

## Situació actual
A les dècades del 1990 i 2000 s'hi han anat localitzant serveis, activitats i ofertes turístiques, culturals i artístiques permanents, a afegir a les ja existents anteriorment de les Drassanes (on hi té la seu el Museu Marítim de Barcelona), la Biblioteca de Catalunya, l'Escola Massana i l'Institut d'Estudis Catalans dins el recinte de l'antic Hospital de la Santa Creu i la Reial Acadèmia de Ciències i Arts de Barcelona o el Palau Güell (declarat Patrimoni de la Humanitat), com són la Facultat de Geografia i Història i la Facultat de Filosofia, ambdues de la Universitat de Barcelona, el Museu d'Art Contemporani de Barcelona, el Centre de Cultura Contemporània de Barcelona i la Filmoteca de Catalunya, a més de tallers i galeries privades de dissenyadors i artistes, i la seu diürna del festival musical Sónar cada primavera.
Al padró municipal de 2010 constava que hi eren censades 50.000 persones, la meitat immigrants de fora Europa procedents sobretot d'Àfrica, Àsia i Amèrica, el que en fa el barri més multiètnic i cosmopolita de Barcelona.

## Els teatres del Raval
El Raval ha estat la zona més important de teatres de Barcelona. Se celebraven funcions teatrals al pati de l'Hospital de la Santa Creu, fins que Felip II va concedir a l'hospital el privilegi de construir un teatre per tal de sufragar-se. El teatre s'anomenà Teatre de la Santa Creu i posteriorment Teatre Principal, el més antic de Barcelona. Posteriorment a les Rambles es va construir el Liceu. Al carrer Hospital es va obrir l'Odeon i el Teatre Romea. Cal destacar també el Teatre Circ Barcelonès. Eren una plataforma de difusió del teatre en català. En altres carrers, com el Joaquim Costa, el teatre Goya, en l'edifici de la casa Aragó, a les Rambles, el Teatre Poliorama, i al carrer Sant Antoni Abat tocant a la Plaça del Pedró, el Teatre del Raval (antic menjador social, cinema, i posteriorment teatre).
Davant del Teatre Romea, a la plaça del Canonge Colom, es va situar una escultura abstracte d'Eduald Serra recordant l'actriu Margarida Xirgu. Conjuntament amb Sara Bernhardt, van actuar al teatre Principal. L'actriu catalana va tenir el seu primer gran èxit amb la representació de l'obra Juventud de Principe. La Xirgu, amb la companyia d'Enric Giménez, van estrenar el drama d'Ambrosi Carrion El fill de Crist.

## Els sindicats del barri
El Raval va ser el barri amb més centres confederals: Sindicat de la Fusta i Sindicat Tèxtil, al carrer de Sant Pau; Sindicat de Construcció, al carrer de l'Om; Sindicat d'Alimentació, a Sant Oleguer; Sindicat d'Espectacles, a la plaça dels àngels; Sindicat de Metal·lúrgia, al carrer d'en Roig; Sindicat de professions Liberals i Sindicat d'Arts Gràfiques, a Mendizábal.
També les publicacions llibertàries són presents al barri: Solidaridad Obrera, la popular Soli, tenia la seu al carrer de les Tàpies. Escoles racionalistes es continuen, la del Sindicat Mercantil i la del Centre Obrer de Cultura. La UGT establí la seva Unió Obrera al carrer de Guàrdia i la seva publicació Boletín de la Sociedad del Arte de Imprimir, al carrer de l'Hospital.

## Veïns il·lustres
- Terenci Moix (1942-2003), escriptor.
- Manuel Vázquez Montalbán (1939-2003), escriptor, poeta i periodista.
- Joaquim Jordà i Català (1935-2006), cineasta.
- Maruja Torres
- Josep Maria Benet i Jornet (1940-2020), dramaturg.
- Joan Amades i Gelats (1890-1959), etnòleg i folklorista
- Enriqueta Martí
- Jean Genet
- Carmen de Mairena

## Entitats
- Teatre Goya
- Casal dels Infants del Raval
- Centre Islàmic Camí de la Pau
- Espai Mallorca
- Taller de Músics

## Edificis d'interès desapareguts
- Convent del Carme
- Cristalleria Buxeres
- Casa Joan Buxeres i Bultó
- Casa-fàbrica Serra i Bertrand
- Casa Pere Prats
- Fàbrica Llimona
- Mercat del Carme
- Madame Petit

## Cases-fàbrica
Vegeu Cases-fàbrica del Raval